# Le Christ bénissant (Bourdichon)
Pour les articles homonymes, voir Le Christ bénissant.
Le Christ bénissant est un tableau réalisé par le peintre français Jean Bourdichon et son atelier vers 1480. De format vertical, cette huile sur panneau de bois est une peinture chrétienne qui représente Jésus-Christ en buste alors qu'il exécute le signe de bénédiction. Désignée trésor national en 2006, elle se trouve depuis 2007 dans les collections du musée des Beaux-Arts de Tours. Ce musée tourangeau conserve également son pendant, Vierge en oraison.

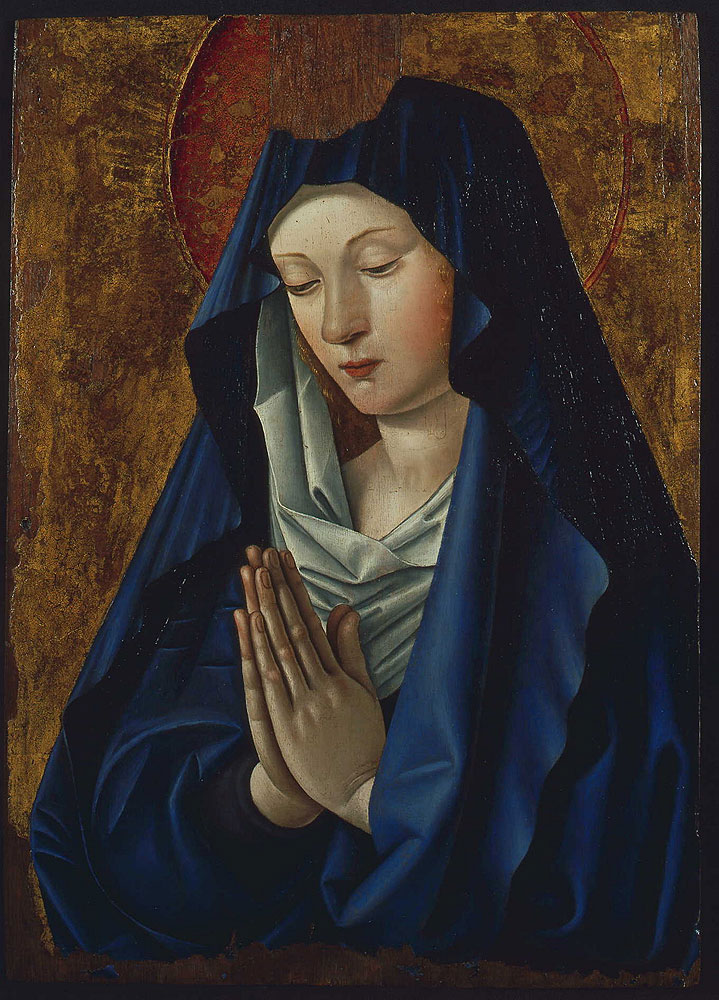
Vierge en oraison – Musée des Beaux-Arts de Tours, Tours.